# Pottiaceae
Pottiaceae är en familj av bladmossor. Enligt Catalogue of Life ingår Pottiaceae i ordningen Pottiales, klassen egentliga bladmossor, divisionen bladmossor och riket växter, men enligt Dyntaxa är tillhörigheten istället ordningen Pottiales, klassen egentliga bladmossor, divisionen bladmossor och riket växter. Enligt Catalogue of Life omfattar familjen Pottiaceae 1374 arter.

## Bildgalleri

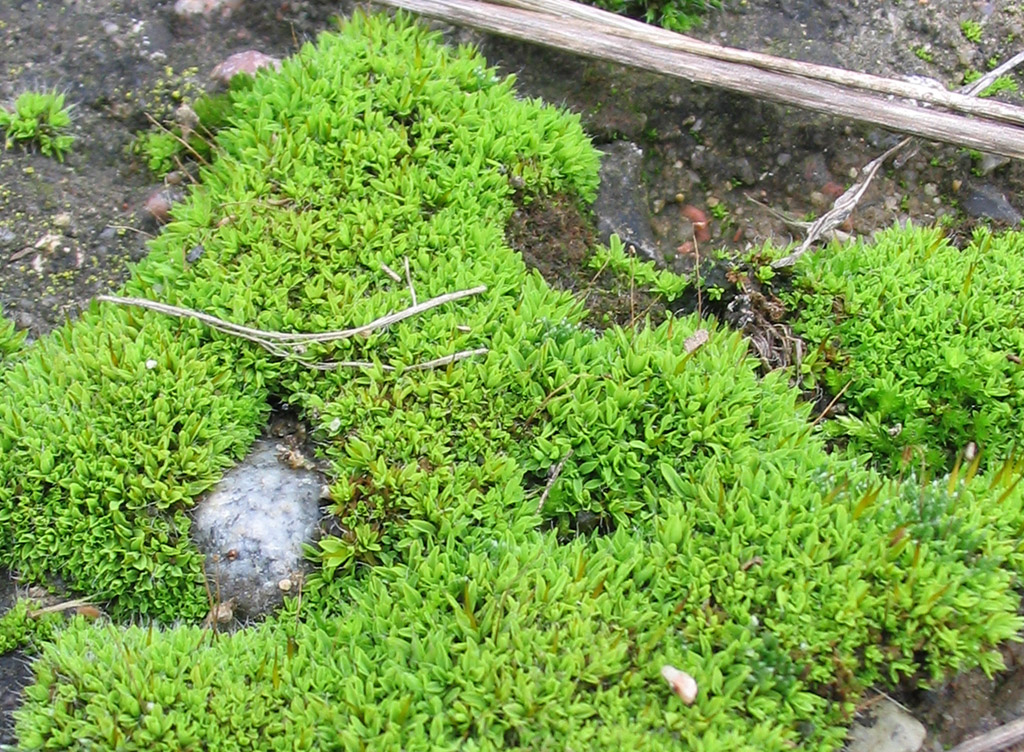

## Dottertaxa till Pottiaceae, i alfabetisk ordning[1][2]
- Acaulon
- Aloina
- Aloinella
- Anictangium
- Anoectangium
- Aschisma
- Astomum
- Barbula
- Bellibarbula
- Bryoceuthospora
- Bryoerythrophyllum
- Calymperastrum
- Calyptopogon
- Chenia
- Cinclidotus
- Crossidium
- Crumia
- Dialytrichia
- Didymodon
- Dolotortula
- Ephemerum
- Erythrophyllastrum
- Erythrophyllopsis
- Eucladium
- Ganguleea
- Gertrudiella
- Globulinella
- Gymnostomiella
- Gymnostomum
- Gyroweisia
- Hennediella
- Hilpertia
- Husnotiella
- Hydrogonium
- Hymenostomum
- Hymenostyliella
- Hymenostylium
- Hyophila
- Hyophiladelphus
- Hypodontium
- Leptobarbula
- Leptodontiella
- Leptodontium
- Luisierella
- Merceya
- Merceyopsis
- Microbryum
- Micromitrium
- Mironia
- Molendoa
- Neophoenix
- Oxystegus
- Phascopsis
- Phascum
- Plaubelia
- Pleurochaete
- Pleuroweisia
- Pottia
- Pottiopsis
- Protobryum
- Pseudocrossidium
- Pseudosymblepharis
- Pterygoneurum
- Quaesticula
- Reimersia
- Rhexophyllum
- Sagenotortula
- Saitobryum
- Sarconeurum
- Scopelophila
- Sebillea
- Semibarbula
- Stegonia
- Stonea
- Streblotrichum
- Streptocalypta
- Streptopogon
- Streptotrichum
- Syntrichia
- Teniolophora
- Tetracoscinodon
- Tetrapterum
- Timmiella
- Tortella
- Tortula
- Trachycarpidium
- Trachyodontium
- Trichostomopsis
- Trichostomum
- Triquetrella
- Tuerckheimia
- Uleobryum
- Weisiopsis
- Weissia
- Weissiodicranum
- Willia